# Julio Jurado
Julio Jurado, escritor, nació en Madrid en el año 1958.
Especializado en narrativa breve, es miembro fundador de La llave de los campos, grupo de escritores de cuentos con vocación surrealista que defiende la posibilidad de otra narrativa como contrapunto a los productos editoriales que inundan el mercado.
En el año 2005 fue finalista del premio Alfonso Martínez Mena con el cuento Ten cuidado por donde pisas. En ese mismo año, con el cuento Tan solo hay que mirar, obtuvo un accésit en el VIII Premio Internacional Julio Cortázar de Relato Breve.
Ha sido profesor de Iniciación a la escritura creativa en la Escuela de Escritores.
En el año 2007 Gens Ediciones lo selecciona para participar en el libro colectivo de relato La parábola de los talentos. En el año 2010, esta misma editorial publica su primer libro de relatos: Andar por el aire.

## Obra publicada

### Relatos
- Ten cuidado por donde pisas.
- Tan solo hay que mirar.

### Libros de relatos
- Andar por el aire (Gens Ediciones, 2010)

## Galardones
- 2005: Premio Alfonso Martínez Mena por "Ten cuidado por donde pisas"
- 2005: Accésit en el VIII Premio Internacional Julio Cortázar de Relato Breve por "Tan solo hay que mirar"